# Эгретир, Беркай Омер
Беркай Омер Эгретир (тур. Berkay Ömer Öğretir; род. 16 февраля 1998, Бурса) — турецкий пловец. Серебряный призёр чемпионата Европы 2024 года. Участник чемпионатов мира, Европы и Олимпийских игр. Специализируется в плавании брассом.

## Биография
Беркай Омер Эгретир родился 16 февраля 1998 года.

## Карьера
Беркай Омер Эгретир завоевал серебро на чемпионате Турции 2017 на короткой воде в дисциплине 100 метров брассом и бронзу на дистанции вдвое длиннее.
На международном турнире во Франции Эгретир выиграл золото на дистанции 100 м брассом. Турецкий пловец принял участие на Средиземноморских играх 2018 в Таррагоне, став четвёртом на своей любимой «стометровке» брассом, а также принял участие на 50 и 200 м тем же стилем, став 22-м и 17-м, соответственно.
На чемпионате Европы 2018 года в Глазго лучший результат показал на дистанции 100 м брассом, хотя и не вышел в полуфинал, заняв в первом раунде 26-е место. Он также стал 42-м на 50-метровой дистанции, а на 200 м брассом снялся перед началом квалификации. На Гран-при в Сербии выиграл золото и серебро на 200 и 100 м брассом, соответственно.
На чемпионате мира среди юниоров на короткой воде 2018 года стал 25-м на дистанции 200 м брассом.
Беркай Омер Эгретир на юниорском чемпионате Турции 2019 года выиграл золото на 100 и 200 м брассом. На летней Универсиаде в Неаполе вышел в финал 100 м брассом, став седьмым. Также участвовал на 200 м и 50 м тем же стилем, заняв 19-е и 25-е места в квалификации, соответственно. На взрослом чемпионате мира в Кванджу стал 22-м в квалификации «стометровки» брассом, а на дистанции вдвое длиннее стал 31-м и также не прошёл дальше квалификационного раунда. В составе комбинированных эстафет (мужской и смешанной) занял 16-е места. На чемпионате Европы на короткой воде в Великобритании занял 16-е, 11-е и 30-е места на 100, 200 и 50 м брассом, соответственно. В декабре стал чемпионом Турции на короткой воде на дистанции 200 м брассом, серебряным призёром на 100 м брассом, и бронзовым призёром на 50 м брассом.
Эгретир чемпионате Европы 2021 года в Будапеште вышел в финал на 100 м брассом. Также участвовал на дистанциях 50 и 200 м тем же стилем, заняв 20-е и 18-е места, соответственно.
Беркай Омер Эгретир вошёл в состав сборной Турции на летние Олимпийские игры 2020 года в Токио и примет участие в дисциплинах 100 и 200 м брассом.